# Żelgruda
Żelgruda – żelazo metaliczne otrzymywane bezpośrednio z rud w piecach obrotowych; zastępuje złom wsadowy.